# 五人墓碑記
《五人墓碑記》，張溥作品，撰寫於崇禎元年（1628年）。

## 历史
天啟六年（1626年），東廠大宦官魏忠賢派錦衣衛（緹騎）校尉到苏州逮捕東林七君子之一的周順昌，周順昌平日有德於民，蘇州市民為救周順昌而萬人齊集，大為暴動，顏佩韋高举着香火，沿途呼喊：“有愿替周吏部说话的跟我来！”馬傑、楊念如、沈揚也上前陈词，周顺昌的轿夫周文元與缇骑扭打，眾人打死緹騎二人。後來顏佩韋、馬傑、沈揚、楊念如、周文元五人避免牽連蘇州城百姓出面投案。史称开读之变。
崇禎元年，蘇州鄉紳吳默等人收葬顏佩韋等五人屍體於虎丘山塘之側，題稱“五人之墓”，即今五人墓。張溥有感於五義士“激昂大義，蹈死不顧”，寫《五人墓碑記》。

## 评论
陆精康认为：“张天如之《五人墓碑记》，议论风发力透纸背，诚为碑记精品，然其叙事，多有与史实未尽密合处。”